# Jean Joseph Jacotot
Jean Joseph Jacotot [ejtsd: zsakotó] (Dijon, 1770. március 4. – Párizs, 1840. július 31.) francia pedagógus, a róla elnevezett ismeretes tanítási módszer alapítója.

## Élete
Már 19 éves korában a klasszikus nyelvek tanára volt, majd jogot tanult, és letette az ügyvédi vizsgát. 1792-ben a belépett forradalmi seregbe  és a tüzérkapitányságig emelkedett a ranglétrán. Azután hadügyminiszteri titkárrá nevezték ki, és 24 éves korában az École polytechnique alapításakor az új intézetnek helyettes tanulmányi igazgatója lett. 1795-től a dijoni École centrale-ban tanított különböző tárgyakat, míg végül 1806-ban helyettes tanár lett a dijoni jogi fakultáson és 1809-ben a matematika tanára a természettudományi karon. 
A száz nap idején képviselő volt, de liberalizmusáért a második restauráció alkalmával menekülnie kellett. Először Brüsszelben tartózkodott, 1818-ban pedig a löweni egyetemen a francia irodalom tanára lett. Ő nem értett hollandul, tanítványainak nagy része pedig franciául nem beszélt, ez a sajátságos helyzet juttatta tanítási módszeréhez. Rendszere a következő két elv alapján nyugszik: Minden ember értelmi képessége egyenlő. Minden megvan mindenben. A nyelvtanításnál jellemző utat követ, nem a hangon kezdi és nem erről megy át a szótagokra, szavakra, mondatokra stb., hanem megfordítva egy könyv nélkül megtanult rövid mondatból megy át a szavakra, szótagokra és hangokra. Az írástanítással a tartalom tárgyi megbeszélését is összeköti. A tulajdonképpeni nyelvtanítást grammatika használata nélkül végezi. Fiai apjuk módszerének terjesztésére folyóiratot alapítottak: Journal de l'émancipation intellectuelle cím alatt (1829-30). Módszerének az olvasástanításra vonatkozó részét Németországban 1840-ben Seltsam vitte be Boroszlóba és később némileg változtatott alakban Vogel Lipcsébe. Ezen változott alakjában normálszavak módszere név alatt terjedt el mindenfelé (Vogel-Böhme vagy Kehr-Schlimbach módszere). Nálunk Márki József, és kiváltképp Farkas Dezső írtak a Jacotot-féle módszer alapján ábécéket.